# 福島臨海鉄道
福島臨海鉄道株式会社（ふくしまりんかいてつどう）は福島県いわき市の常磐線泉駅と小名浜駅を結ぶ貨物専業鉄道を運営する臨海鉄道会社である。
日本貨物鉄道（JR貨物）や福島県、三菱ケミカルなどが出資する。

## 歴史
福島臨海鉄道は、小名浜の東方にある江名からの水産物を運ぶための馬車鉄道として1915年（大正4年）に設立された磐城海岸軌道が前身である。同軌道の起点の小名浜では、鈴木藤三郎が個人名義で特許を受け1907年（明治40年）に常磐線泉駅と小名浜の間に敷設した小名浜馬車軌道に接続していた。1918年（大正7年）には、鈴木の軌道事業を継承した合資会社東商会を買収し、泉 - 小名浜 - 江名間の路線が形成された。
1939年（昭和14年）になると小名浜に工場を建設することになった日本水素工業（後の日本化成。日本化成は2018年に三菱ケミカルに吸収合併）に経営が委ねられ、小名浜臨港鉄道に社名を変更した。1941年（昭和16年）には製品輸送のため常磐線と直通できる1067mm 軌間の新線が建設され、馬車鉄道時代からの旧線は廃止された。
1964年（昭和39年）、小名浜が新産業都市の指定を受け、工業地域として整備が進められることになった。小名浜臨港鉄道は国鉄・沿線自治体・企業が出資する臨海鉄道方式で経営されることになり、1967年（昭和42年）に福島臨海鉄道と社名を改めた。その後、小名浜埠頭・藤原方面への支線である小名浜埠頭本線を開業する一方で、1972年（昭和47年）には旅客営業を廃止し貨物専業鉄道となった。しかし、貨物も輸送量が低下傾向にあり、2001年（平成13年）に小名浜埠頭本線を廃止している。

### 年表
- 1907年（明治40年）12月1日 - 小名浜馬車軌道（泉 - 小名浜間）開業。1910年に合資会社東商会に譲渡。
- 1915年（大正4年）6月2日 -  磐城海岸軌道設立[4]。
- 1916年（大正5年）4月17日[5][4] - 磐城海岸軌道が小名浜 - 江名間を開業。
- 1918年（大正7年）8月30日[6][4] - 磐城海岸軌道が合資会社東商会を買収、泉 - 小名浜間の馬車鉄道を移管。
- 1936年（昭和11年）12月9日[5] - 小名浜 - 江名間特許取消に伴い廃止。
- 1939年（昭和14年）10月16日[4] - 小名浜臨港鉄道に社名変更。
- 1941年（昭和16年）11月1日[4] - 泉 - 小名浜 を地方鉄道としての路線に付け替え。旧軌道については12月までに撤去。
- 1953年（昭和28年）1月12日 - 江名鉄道栄町 - 江名間開業に伴い、小名浜 - 栄町間を延伸開業し、泉 - 江名間直通運転。
- 1964年（昭和39年）
  - 小名浜が新産業都市の指定を受ける[4]。
  - 11月 - 福島県が出資[7][4]。
- 1966年（昭和41年）
  - 2月15日[4] - 江名鉄道休止に伴い、小名浜 - 栄町間も休止し同鉄道との直通運転を中止。
  - 9月[4]もしくは10月[7] - 国鉄が出資
- 1967年（昭和42年）4月1日[4] - 福島臨海鉄道に社名変更。
- 1968年（昭和43年）7月1日 - 小名浜 - 栄町間廃止。
- 1970年（昭和45年）
  - 6月1日 - 宮下 - 小名浜埠頭間開業。貨物営業のみ。
  - 8月14日 - 小名浜埠頭 - 東渚間開業。貨物営業のみ。
- 1971年（昭和46年）7月21日 - 東渚 - 藤原間開業。貨物営業のみ。
- 1972年（昭和47年）10月1日 - 泉 - 小名浜間の旅客営業を廃止し貨物専業鉄道となる[8]。
- 1973年（昭和48年）10月 - 子会社福島臨海運輸を設立。
- 1984年（昭和59年） 4月1日 - 小名浜埠頭 - 藤原間廃止。
- 1998年（平成10年）6月 - 子会社福島臨海運輸が福島臨海システムに社名変更。
- 2001年（平成13年）
  - 4月1日 - 宮下 - 小名浜埠頭間休止。
  - 10月1日 - 宮下 - 小名浜埠頭間廃止。
- 2011年（平成23年）3月11日 - 東日本大震災により被災する。
- 2012年（平成24年）2月1日 - 全線で運転再開。
- 2015年（平成27年）1月13日 - 小名浜駅と本社を約600m西側に移転し、宮下駅を廃止。これにあわせてタブレット閉塞・腕木式信号機も廃止。

- 東北地方太平洋沖地震による津波で被災した線路
- 常時線路が水没していることで知られる、東邦亜鉛引込線末端

## 路線
福島臨海鉄道本線のほかに2001年まで小名浜港の埠頭に続く小名浜埠頭本線を有していた。2015年1月まで腕木式信号機が使われていた。
現有路線
- 福島臨海鉄道本線：泉駅 - 小名浜駅

廃止路線
- 小名浜埠頭本線：宮下駅 - 小名浜埠頭駅

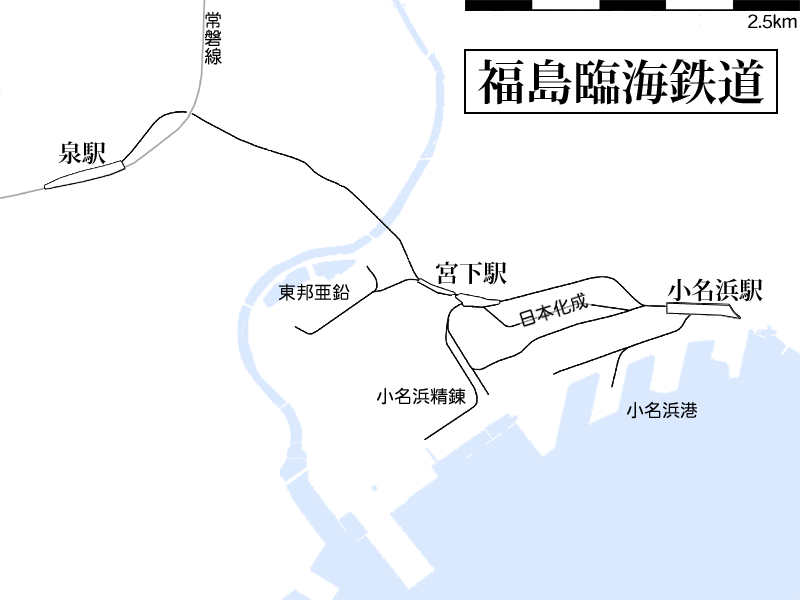
福島臨海鉄道の路線図（2005年）
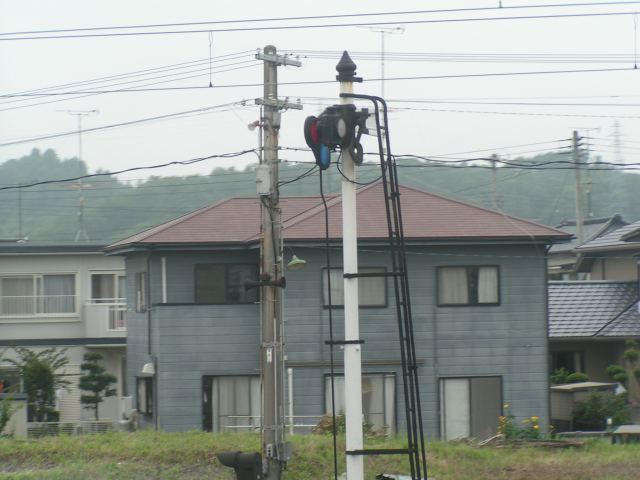
腕木式信号機（2005年8月3日）

## 車両

### 現有車両
2019年現在保有する機関車は3両であり、DD552,DD5531,DD561の在籍が確認できる。
いずれの車両も専用線内の走行のため、デッキにパトライトを装備しているのが特徴である。
DD55形
DD551
富士重工製の55t機で、小名浜臨港鉄道時代の1966年に導入された。
DD552・5531(553)
社名改称後に導入された。552は1970年、553は1973年に新潟鐵工所で製造された。553は修理時のエンジン換装の際にDD5531に改番されている。
552は2020年3月14日の検査期限満了により本線走行が出来なくなった。同車はエンジン不調のため末期は運用に入ることが無くなっていた。2023年3月廃車、小名浜駅の端に部品取りとして留置されている。
DD56形
DD561
新潟鐵工所製の56t機で1978年に導入された。登場時はDD5601を名乗っていたが、1996年にエンジンを換装した際、DD561と改番された。
DD562
老朽化した機関車の置き換え用として2023年の3月に導入した。デッキのパトライトが警告灯に変わり、デッキ上部と全面のスカート下にも設置している等、従来の機関車からの変更点がある。3月中に試運転をし、その後、運用に入る予定。

### 過去の車両

#### ディーゼル機関車
DD1
日本水素（後の日本化成）私有機。1963年三菱重工製35t機。1994年廃車。
DD2
日本水素（後の日本化成）私有機。1965年三菱重工製の25t機。1994年廃車。
DB251
東邦キャリア私有機。1969年日立製作所製の25t機。1994年にDB253に置き換えられた。
DD451
1963年富士重工製45t機。本線牽引用。DD55型に置き換えられ、1973年に近江鉄道に譲渡。
DD501
1960年新潟鉄工所製50t機。小名浜臨港鉄道初のディーゼル機関車であり、国鉄向けの試作車だった。1994年に廃車。

#### 旅客車
1972年9月30日の旅客営業終了により全車廃車。
キハ101
1934年汽車製造製の気動車。元国鉄キハ41039。1948年入線。
キハ102
1932年加藤車輛製の気動車。元中国鉄道キハニ120。1952年入線。
キハ103
1953年日本車輌製の気動車で国鉄キハ41000形と同型車。買収気動車キサハ40303の車体更新名目で新製。
キサハ8
1931年日本車両製の付属車（客車）。元富南鉄道のガソリンカー・ジハ2。1933年に新宮鉄道へ譲渡されキハ204に改番。1934年に国有化、鉄道省キハ40303に改番後に付属車化され1953年に入線。車歴は上記キハ103に引き継がれる。
ハフ7
1930年汽車製造製の客車。元北九州鉄道のガソリンカー・キハ8。1937年に国有化後、鉄道省キハ5025への改番を経て客車化。1944年入線。

## 受託業務
日本貨物鉄道（JR貨物）日立駅の業務を受託している。過去には水戸駅・友部駅・内原駅の業務も受託しており、内原駅には専用線入換用に自社の機関車も常駐させていた。
また、JR貨物から受託していた貨車の交番検査業務は終了したが、コンテナの検査業務は引き続き受託している。
八戸臨海鉄道・仙台臨海鉄道からは機関車の全般検査業務を受託し、小名浜駅構内の機関区に車両を搬入して施行していた。

## その他
旅客営業は1972年に廃止しているが、その後も花火大会など小名浜で開催されるイベントにあわせて東日本旅客鉄道（JR東日本）による臨時旅客列車が運転されている。
2007年10月14日には鉄道の日にあわせ、「ふくりん鉄道まつり 2007 in小名浜」が小名浜駅構内で開催された。その際にもJR東日本による臨時列車が運転された。